# 老巴拉克·奧巴馬
老巴拉克·侯赛因·奥巴马（英語：Barack Hussein Obama Sr.，1936年6月18日—1982年11月24日），肯尼亚經濟學家。盧歐人。

## 早期
歐巴馬年輕時曾廣泛遊歷，加入英國殖民地軍隊，旅遊歐洲、印度和桑給巴爾。在那裡，歐巴馬從羅馬天主教改信伊斯蘭教，並改了名字胡笙。在內羅畢他成為一名傳教士的廚師和當地的草藥師。

## 生平
奧巴馬在1959年獲得獎學金，到美國的夏威夷大學留學。1961年與愛爾蘭裔美國女子斯坦利·安·鄧納姆在夏威夷結婚，同年兒子巴拉克·奧巴馬出生。1962年，奧巴馬獲得哈佛大學的獎學金，進入該校修讀研究生課程。1964年奧巴馬與安·鄧納姆離婚，女方取得巴拉克·奧巴馬的撫養權。奧巴馬未能在哈佛完成博士課程，只取得經濟學碩士學位。
奧巴馬回國後，成為運輸部的經濟顧問、財政部的高級經濟顧問。期間奧巴馬發表文章批評政府的計劃經濟政策。在與乔莫·肯雅塔總統的鬥爭中失敗退出政壇。1982年，他在內羅畢一場車禍中喪生。
他的兒子巴拉克·奧巴馬是美國第44任總統，也是美國第一位擁有非裔血统（50%）的總統。